# Xantharus renatehaassae
Xantharus renatehaassae is een eenoogkreeftjessoort uit de familie van de Scolecitrichidae. De wetenschappelijke naam van de soort is voor het eerst geldig gepubliceerd in 1998 door Schulz.